# Cettia
A Cettia a madarak osztályának verébalakúak (Passeriformes) rendjébe és a berkiposzátafélék (Cettiidae) családjába tartozó nem.

## Rendszerezés
A nembe az alábbi 4 faj tartozik:
- rhododendron berkiposzáta (Cettia major)
- ökörszemposzáta (Cettia castaneocoronata, korábban Tesia castaneocoronata)
- vörösfejű berkiposzáta (Cettia brunnifrons)
- berki poszáta (Cettia cetti)

Az újabb rendszerezéssel a Horornis nembe került a korábbi Cettia canturians, a japán berkiposzáta (korábban Cettia diphone), a Fülöp-szigeteki berkiposzáta  (korábban Cettia seebohmi), a palaui berkiposzáta (korábban Cettia annae), a San Cristobal szigeti berkiposzáta (korábban Cettia parens), a fidzsi berkiposzáta (korábban Cettia ruficapilla), a hegyi berkiposzáta (korábban Cettia fortipes), a Müller-berkiposzáta (korábban Cettia vulcania), a tanimbar-szigeteki berkiposzáta (korábban Cettia carolinae), az olajzöld berkiposzáta (Cettia flavolivacea) és a korábbi Cettia acanthizoides.
A fehérlábú berkiposzáta (Cettia pallidipes) az újabb rendszerezések szerint átkerült az Urosphena nembe.